# Футунанцы
Футу́на, футунанцы — народ в Полинезии, проживает на островах Хорн и в Новой Каледонии. Общая численность составляет порядка 8 тыс. человек, бо́льшая часть которых живёт на островах Уоллис и Футуна.

## Язык
Язык футуна — восточный футуна — один из языков полинезийской группы австронезийской семьи, испытавший сильное влияние самоанского языка, несмотря на бо́льшую географическую удаленность островов Самоа от области расселения футуна, чем, например, островов Тонга.

## Этническая история и традиционная социальная организация
Этнические корни футуна восходят, по-видимому, к коренному населению Самоа, а также к миграционным потокам из внешней Полинезии в X—XI веках.
Исторически футуна возглавлял правитель и его помощник; особыми привилегиями пользовались военачальники-вожди. Имелись возрастные классы.
Как и у большинства полинезийцев, у племён футуна после распада матрилинейной родовой организации произошло складывание тотемно-родственного объединения — семейной общины, или большой семьи, которая была и остаётся основной ячейкой общественного строя и первоосновой всех социальных связей. Устройство её во многом заимствовано у племён увеа, в частности, у футуна сохраняется генерационная система терминов родства — родственники разделяются только по полу и по поколению. Такая община, в которую входят в общей сложности 30—50 человек, состоит из проживающих вместе 3—4 поколений, происходящих по мужской линии от одного общего предка. Семейная община является собственником земли. Принадлежащий ей участок обрабатывается коллективным трудом, либо отдельные брачные пары получают небольшие участки в пользование. Отдельные участки брачных пар передаются по наследству по мужской линии (что говорит о патрилокальности брачного поселения), так что земля всегда остаётся собственностью общины. В счете родства у футуна проявляется явная амбилинейность (об этом свидетельствует и равенство полов по социальной значимости), правда, небольшим приоритетом все же обладают мужчины. Брак моногамный, практикуется левират.

## Религия
На территории проживания футуна было найдено большое количество фамильных склепов, что свидетельствует о популярности культа почитания предков. Кроме того, среди племён футуна распространено христианство (католичество), из местных традиционных верований — тотемизм и фетишизм.

## Традиционное жилище
Жилища футуна — прямоугольные, с двускатной крышей, столбовой конструкции, обычно без стен. Иногда строятся жилища на платформах.

## Быт и традиционные хозяйственные занятия
Традиционными занятиями футуна являются скотоводство (свиноводство и молочное животноводство), рыболовство, охота на черепах, подсечно-огневое (ямс, хлебное дерево, банан) и поливное (рис, таро, маис) земледелие, собирательство морской живности, ремёсла (плотницкое дело, плетение, производство украшений из морских раковин). Питаются футуна в основном морепродуктами и возделываемыми зерновыми культурами.